# Giuseppe Scala
Giuseppe Scala (n. 1556, Noto, Sicilia, Regatul Italiei – d. 1585, Sabbioneta, Lombardia, Italia) a fost un medic, filosof, matematician și astronom italian.

## Biografie
Giuseppe Scala , împreună cu Giuseppe Moleti din Messina, a fost unul dintre cei doi învățați care au participat, în 1582, la comisia celor cinci erudiți creată de papa Grigore al XIII-lea pentru reforma calendarului. Chemat de Universitatea din Padova să predea matematica, a fost constrâns să refuze din cauza stării sale precare de sănătate.
A murit tânăr, la doar douăzeci și nouă de ani.

## Lucrări publicate
- L'Efemeridi del mag.co et eccel.te sig. Gioseppe Scala Siciliano, per anni dodici, le quali cominciano dall'anno di Christo nostro Sig. 1589. & finiscono nel fine di dicembre dell'anno 1600. ... Alle quali sono aggiunti i canoni, ò introduttioni dell'efemeridi dell'eccell. sig. Gioseppe Moleto matematico et dal detto signor Gioseppe Scala ridotto all'uso delle presenti efemeridi, In Venetia: appresso i Giunti, 1589. (Ephemerides Iosephi Scalae Siculi Noetini art. et med. doc. ad annos duodecim, incipientes ab anno Domini 1589).
- Vnà cum introductionibus ephemeridum excel. d. Iosephi Moletii mathematici. Ab eodem d. Iosepho Scala, ad vsum suarum, restitutis. Venetiis: Lucantonio Giunta il giovane, 1589)